# Mordor (Warszawa)

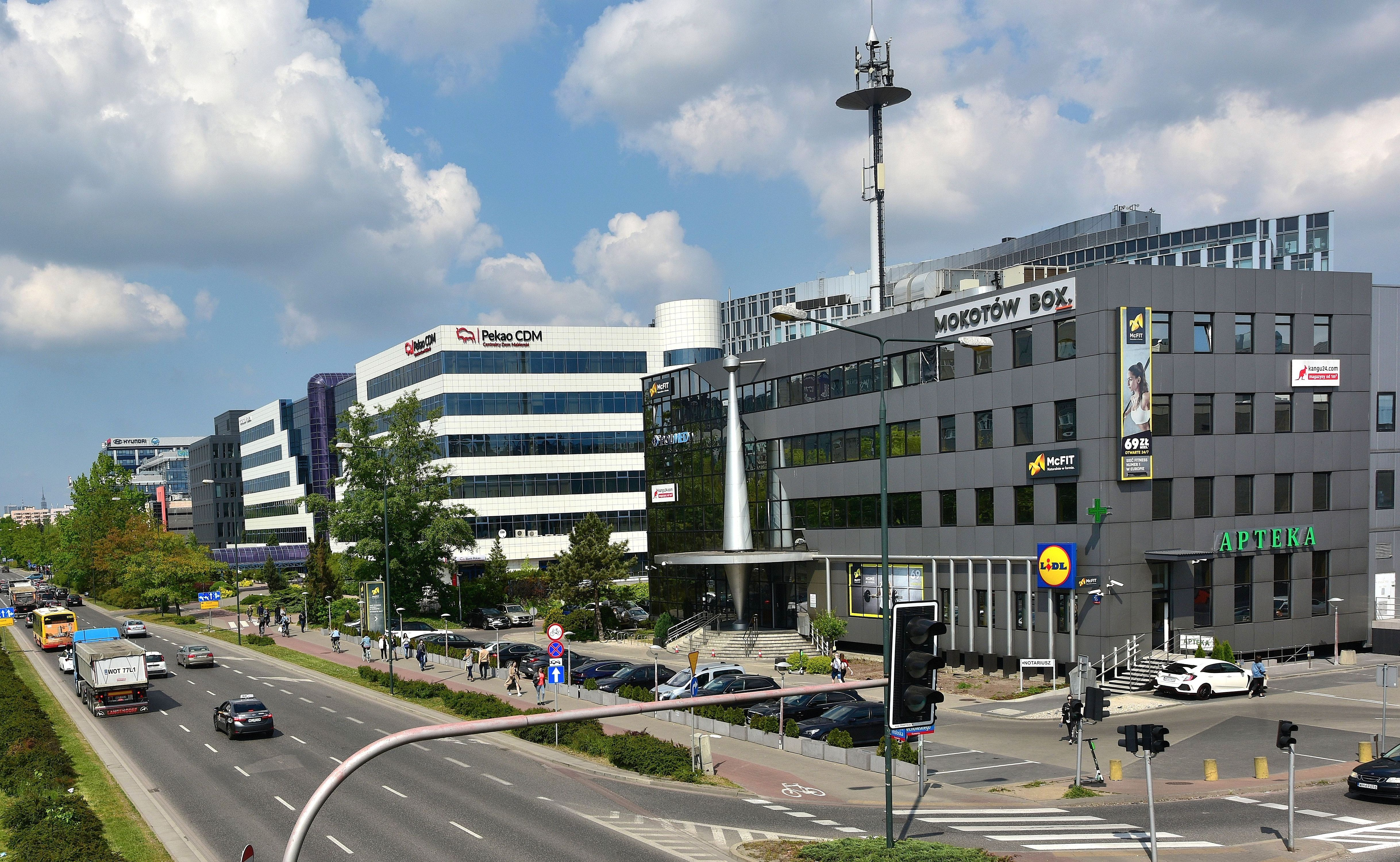
Parzysta strona ul. Wołoskiej, widoczny m.in. biurowiec Curtis Plaza (zburzony w 2024 roku)

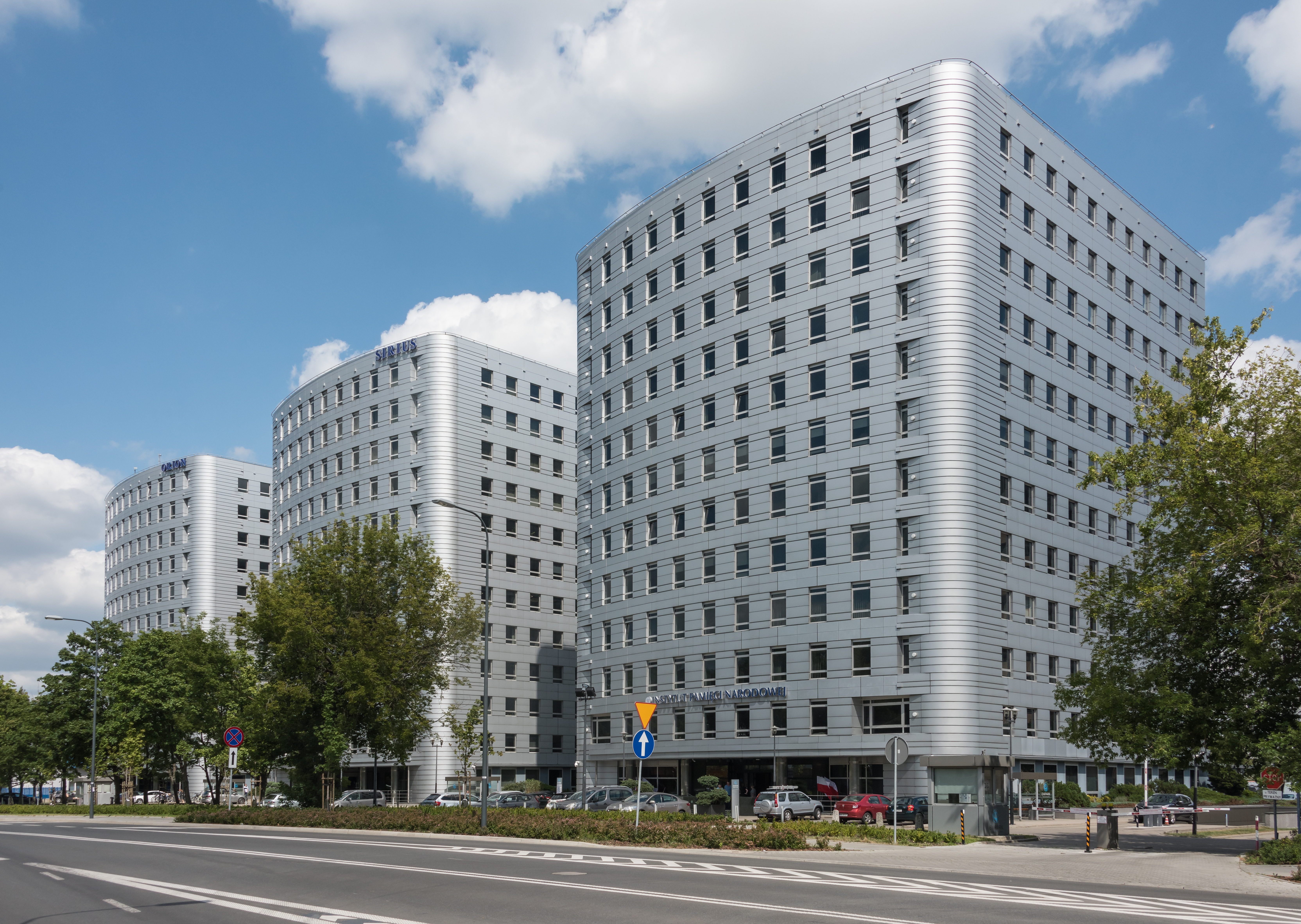
Biurowce kompleksu Empark Mokotów Business Park przy ul. Postępu

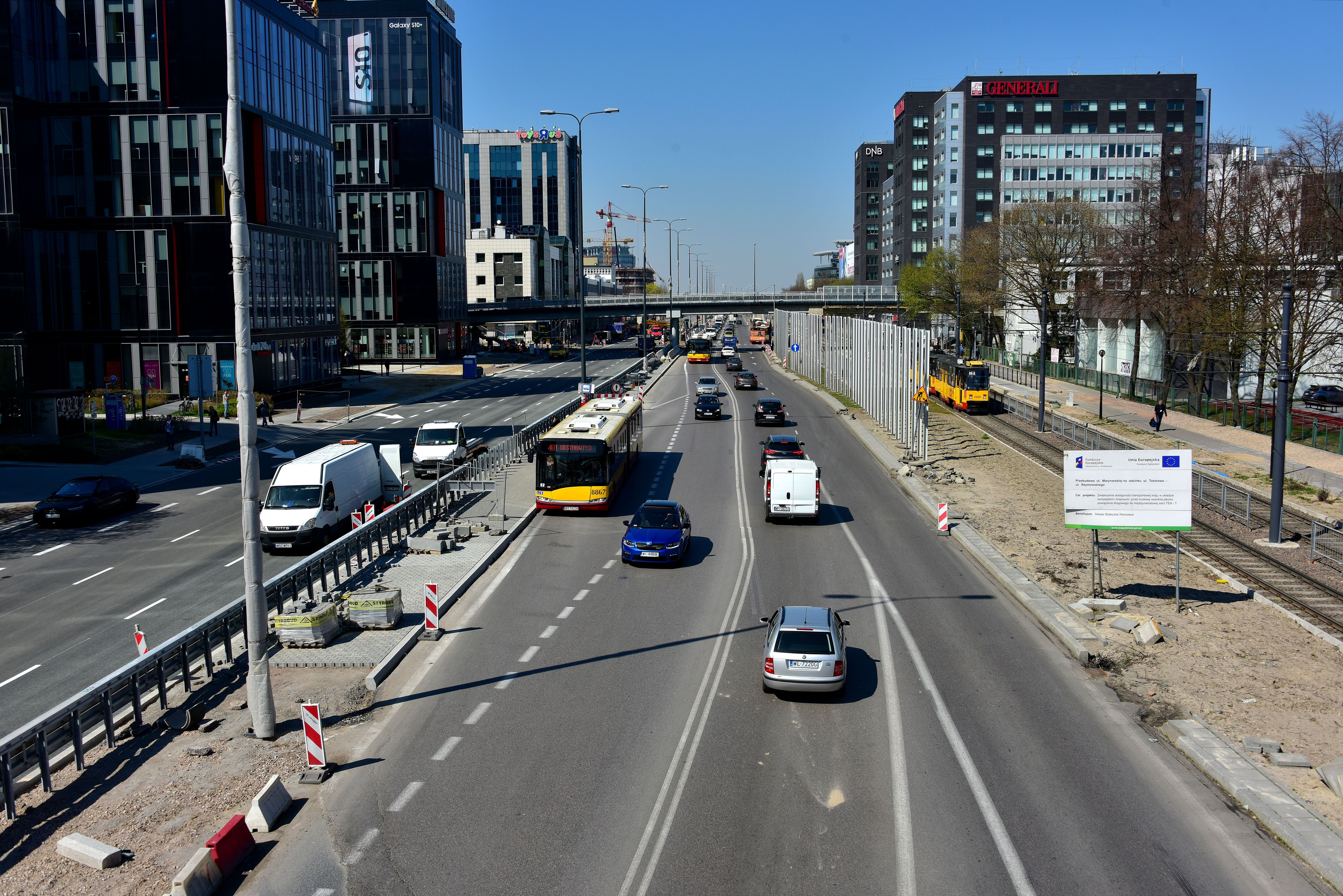
Biurowce przy ul. Marynarskiej

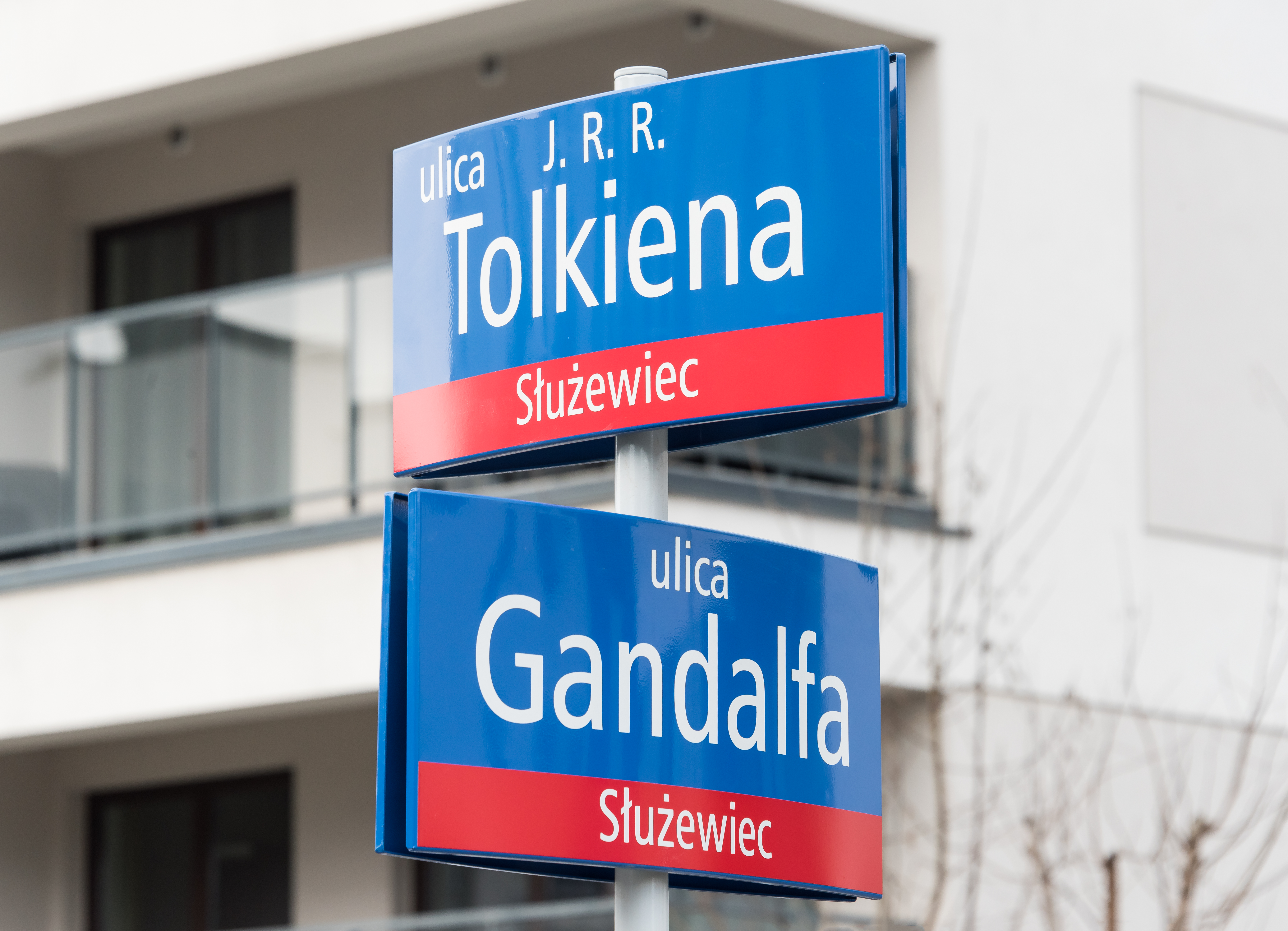
Tablice Miejskiego Systemu Informacji na skrzyżowaniu ulic Tolkiena i Gandalfa

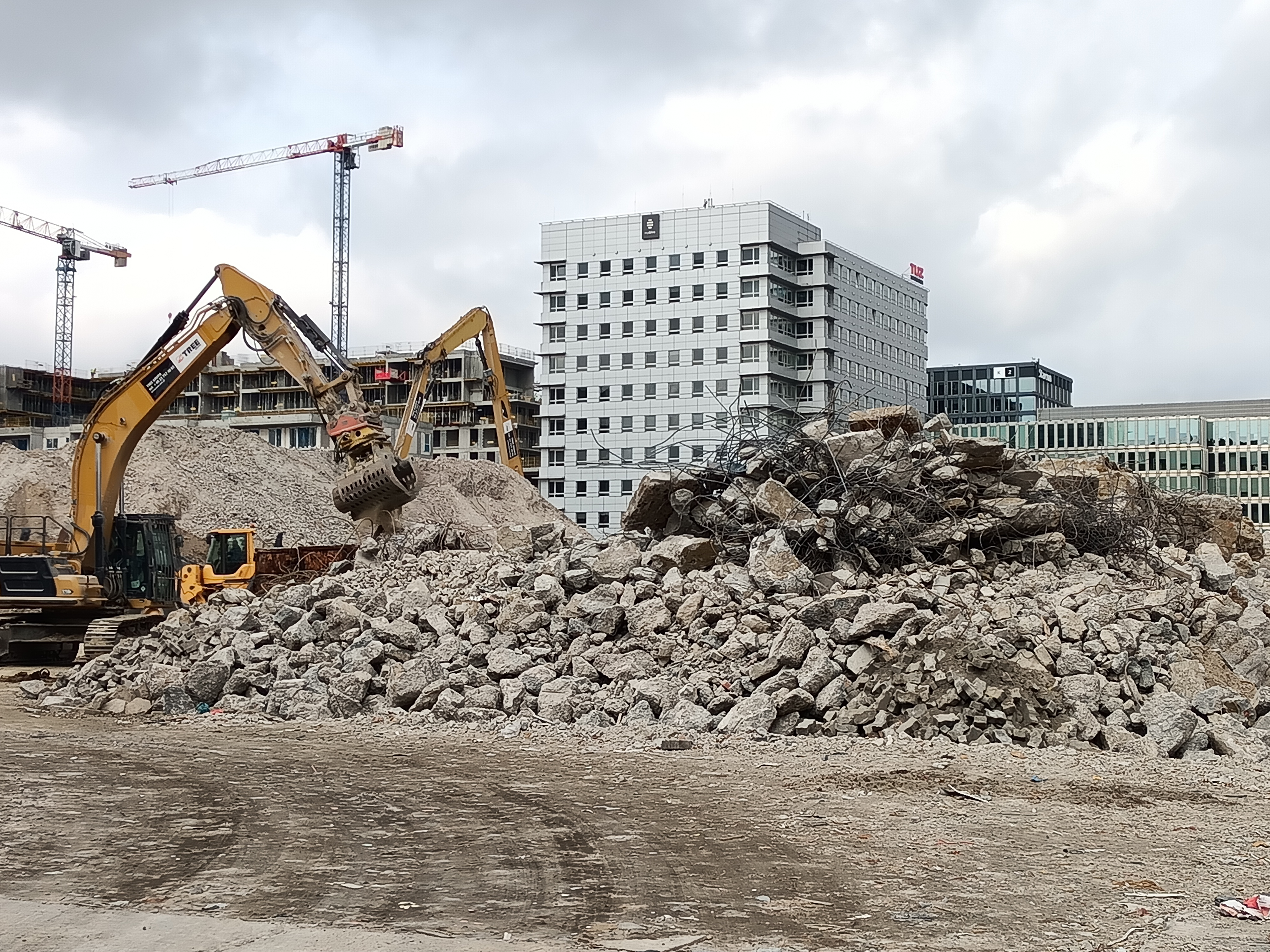
Rozbiórka biurowca Mars

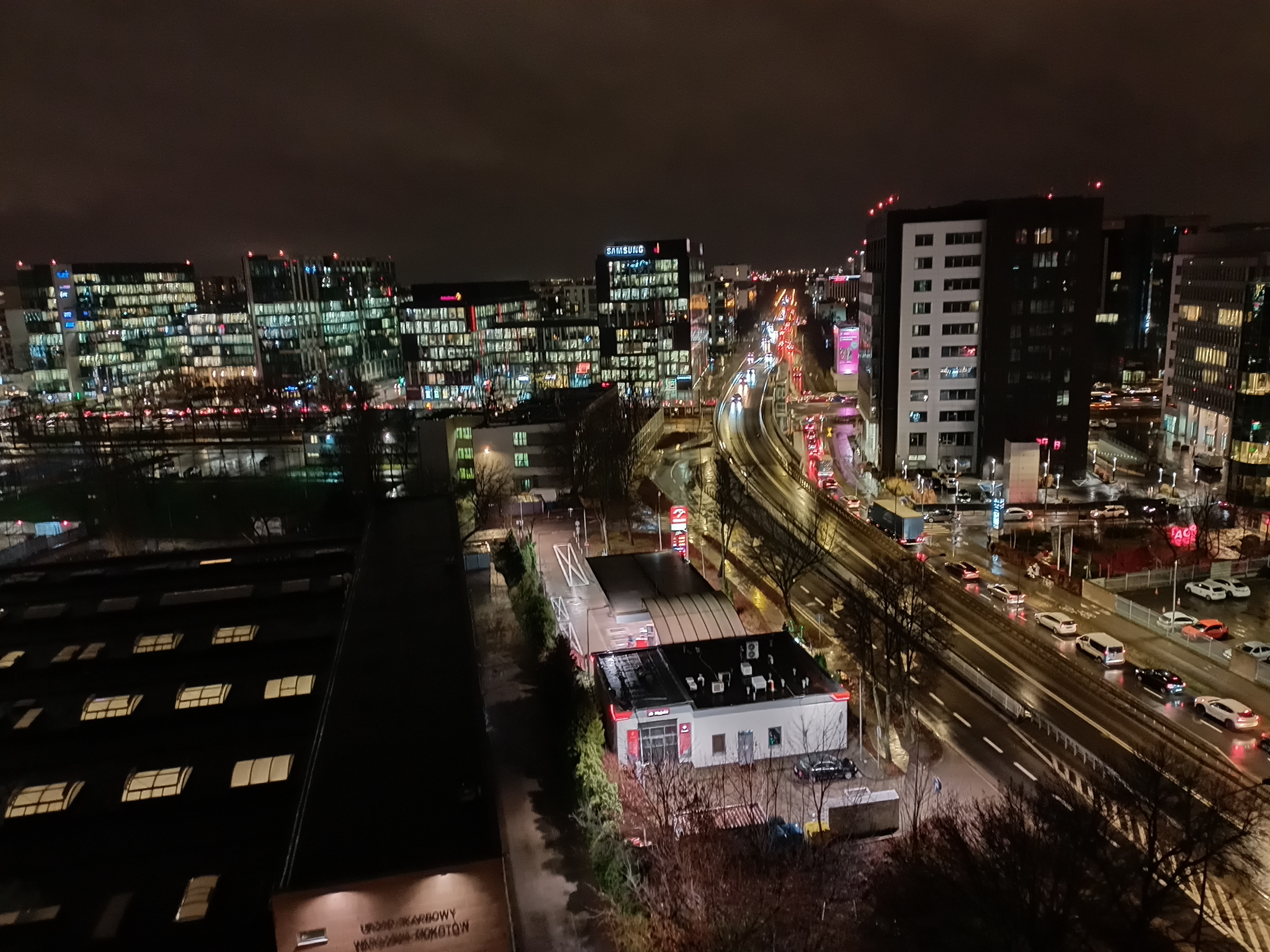
Mordor nocą

Mordor – nieformalna, żartobliwa nazwa skupiska biurowców będących siedzibami wielu przedsiębiorstw, w tym filii korporacji transnarodowych, znajdującego się na Służewcu i zachodnim Ksawerowie w Warszawie, w rejonie ulic: Domaniewskiej, Wołoskiej, Cybernetyki i Marynarskiej. Nazwa stanowi nawiązanie do Mordoru czyli krainy stworzonej przez J.R.R. Tolkiena w powieści fantasy Władca Pierścieni.

## Geneza nazwy
Część Służewca i Ksawerowa zaczęła być żartobliwie nazywana Mordorem w związku z problemami komunikacyjnymi wokół skupiska wzniesionych w tej części miasta biurowców. Do Mordoru trudno było dojechać oraz trudno się było z niego wydostać.
Według szacunków w 2018 do pracy w Mordorze dojeżdżało dziennie ok. 80–100 tys. osób, w większości młodych. Stał się on również jednym z symboli pracy korporacyjnej, ze specyficznym typem ludzi – młodych, ambitnych i przepracowanych, goniących za kolejnymi „deadlinami”, co odbija się na ich życiu prywatnym. Żartobliwie nazywają siebie orkami, porównując swoją pracę do pracy orków z książek Tolkiena.
Utrudniony dojazd, korki oraz problemy z miejscem do parkowania powodują, że część kandydatów odmawia przyjęcia ofert pracy w przedsiębiorstwach, które mają siedzibę w tej części miasta. W marcu 2019 wskaźnik powierzchni niewynajętej wynosił średnio 19,8% (przy średniej dla Warszawy 9,1%). Pomimo niższych czynszów, Mordor zaczął tracić status centrum biurowego stolicy na rzecz Woli.
Pojawiły się próby mniej lub bardziej oficjalnego oznaczenia Mordoru, m.in. przez zawieszenie tablicy, która jednak została zdjęta przez służby. Nazwa jest też rozpoznawana przez oprogramowanie Google Maps. Były też próby jej nadania w ramach budżetu obywatelskiego. Od 2015 roku wydawane jest czasopismo „Głos Mordoru” (ISSN 2545-0204) skierowane do pracowników korporacji mających siedziby w Mordorze.
Nazwa Mordor została spopularyzowana przez fanpage „Mordor na Domaniewskiej” prowadzony w serwisie Facebook, który w 2018 miał ponad 100 tys. fanów.
W 2022 r. dwóm krzyżującym się drogom na terenie Mordoru nadano nazwy nawiązujące do mitologii Śródziemia:
- drodze biegnącej od ulicy Suwak na wschód nazwę J.R.R. Tolkiena[18],
- drodze biegnącej od ulicy Konstruktorskiej w kierunku północnym nazwę Gandalfa[19].

## Historia
W czasach PRL w tym rejonie Mokotowa istniała tzw. Dzielnica Przemysłowo-Składowa „Służewiec”, zajmująca obszar ok. 260 ha. W kilkudziesięciu znajdujących się tam zakładach przemysłowych na początku lat 70. pracowało ok. 20 tys. osób. Zakończenie w latach 90. działalności przez te przedsiębiorstwa spowodowało pojawienie się na rynku nieruchomości dużych, uzbrojonych terenów, atrakcyjnie położonych blisko centrum miasta i lotniska. Jedną z pierwszych zrealizowanych tam nowych inwestycji był zbudowany w latach 1991–1992 przy ul. Wołoskiej 18 biurowiec Curtis Plaza. W latach 1995−2001 w rejonie ulic Domaniewskiej i Postępu powstał zespół biurowców Mokotów Business Park. W 2000 przy ul. Wołoskiej oddano do użytku jedno z największych stołecznych centrów handlowych, Galerię Mokotów.
Do 2019 w tym rejonie miasta wzniesiono 83 budynki biurowe. Ich budowa odbywała się de facto poza kontrolą stołecznego samorządu i przyczyniła się do powstania biurowej monokultury.
Po 2020 roku w Mordorze zaczęło być realizowanych coraz więcej inwestycji mieszkaniowych, na co miał wpływ m.in. wysoki poziom niewynajętych powierzchni biurowych. W 2021 roku spółka Echo Investment rozpoczęła rozbiórkę pierwszego z czterech biurowców Empark Mokotów Business Park (Galaxy, Jupiter, Mars i Mercury), jednego z pionierskich projektów biurowych na terenie Mordoru. W ich miejscu zaplanowała osiedle mieszkaniowe na ponad 1500 mieszkań. W 2024 roku rozpoczęła się rozbiórka biurowca Curtis Plaza.